# ني كاب (فرقة موسيقية)
ني كاب (بالإنچليزية: Kneecap) هي فرقة هيب هوب أيرلندية من بلفاست ، أيرلندا الشمالية، تتكون من مو شارا، وموجلاي بَاب، ودي جي بروڤاي،.  يغنون الراب بمزيج من اللغة الإنچليزية والأيرلندية. أول أغنية فردية لهم "CEARTA" (وهي كلمة أيرلندية تعني "حقوق") في عام 2017، تبعها ألبومهم الاستوديو الأول 3CAG ، في عام 2018. تم إصدار ألبومهم الاستوديو الثاني Fine Art في عام 2024، وتم إصدار فيلم سيرة ذاتية عن المجموعة في وقت لاحق من نفس العام.
تركز موضوعات المجموعة على ثقافة الشباب الطبقة العاملة في بلفاست، والجمهورية الأيرلندية ، وحقوق اللغة الأيرلندية. اسمهم مشتق من الهجمات الخارجة عن القانون التي نفذتها مجموعات شبه عسكرية في أيرلندا الشمالية. وهم أيضًا معادون للصهيونية صراحةً.

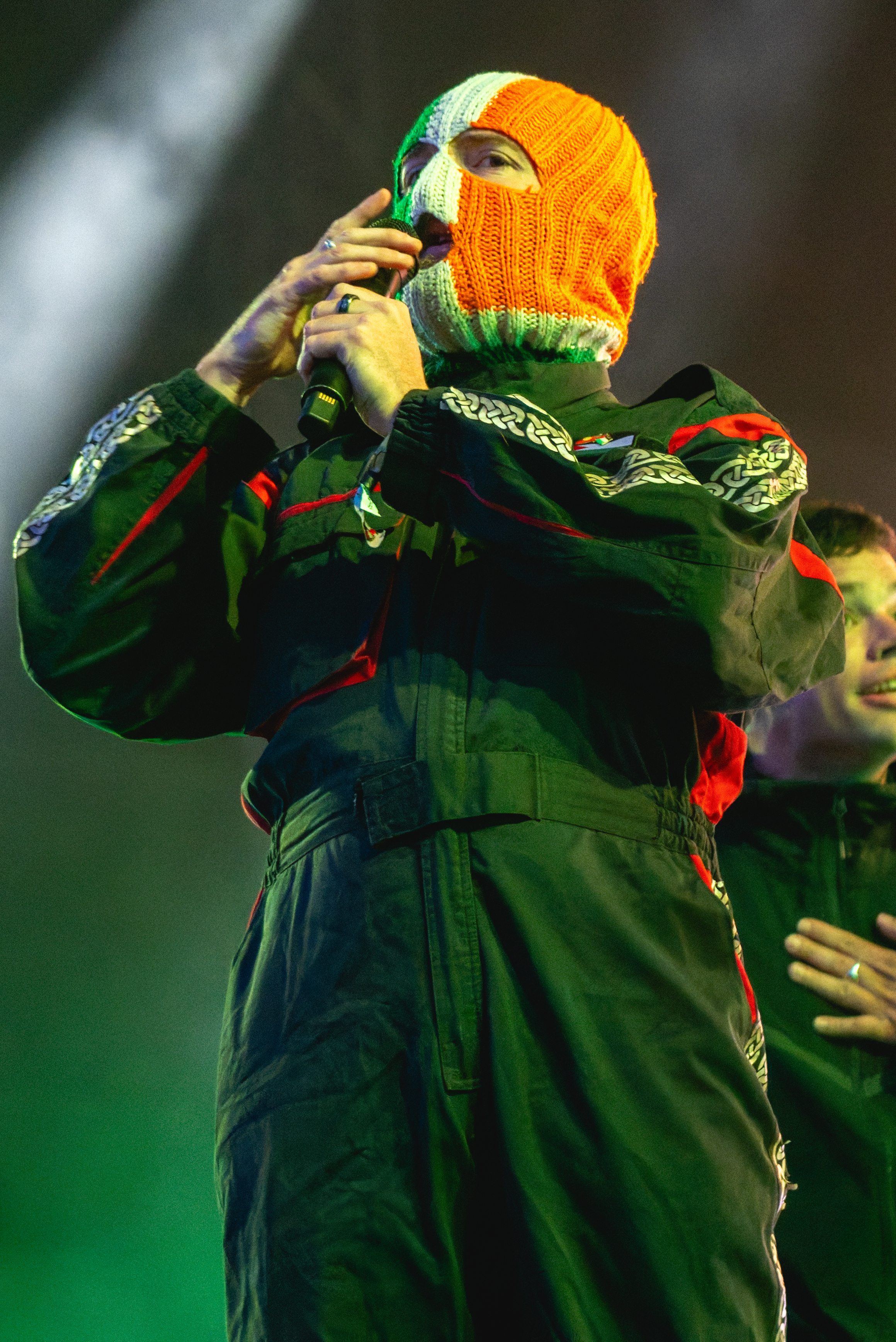
DJ Próvaí, 2025